# Solter katharinae
Solter katharinae is een insect uit de familie van de mierenleeuwen (Myrmeleontidae), die tot de orde netvleugeligen (Neuroptera) behoort. 
Solter katharinae is voor het eerst wetenschappelijk beschreven door Hölzel in 1981.